# Leucobryum rugosum
Leucobryum rugosum är en bladmossart som beskrevs av Mitten 1868. Leucobryum rugosum ingår i släktet Leucobryum och familjen Dicranaceae. Inga underarter finns listade i Catalogue of Life.